# Haplothrips ruber
Haplothrips ruber är en insektsart som först beskrevs av Dudley Moulton 1911.  Haplothrips ruber ingår i släktet Haplothrips och familjen rörtripsar. Inga underarter finns listade i Catalogue of Life.